# 꼬마비행기 피티와 친구들: 사막구출 대작전
《꼬마비행기 피티와 친구들 : 사막구출 대작전》(The Adventures of Petey and Friends)은 중국에서 제작된 루카스 퀴아오 감독의 2016년 애니메이션 영화이다.

## 출연
- 치엔 펑
- 제임스 라라비
- 커터 레이 팔라시오스
- 트로이 랜달 스미스
- 지니 티라도

## 등장인물
- 카일리 ( UH-60 블랙 호크)
- 피티 ( 록히드 마틴 F-22A 랩터)
- 래리 (수호이 SU-35)
- 대장 ( 노스아메리칸 T-6 텍산)
- 제리 BAE T-59 호크

## 그 외
관제탑
록히드 C-5 갤럭시
더글라스 돌핀
A-10 썬더볼트 II